# 塞席爾島鬚鮋
塞席爾島鬚鮋為輻鰭魚綱鮋形目鮋亞目鮋科的其中一種，為熱帶海水魚，分布於西印度洋塞席爾群島海域，棲息深度可達68公尺，體長可達5.1公分，棲息在底層水域，生活習性不明。